# Ко А Ра
Ко А Ра (кор. 고아라) — південнокорейська акторка та модель. Стала відомою завдяки головним ролям у серіалах «Шарп», «Відповідь у 1994» та «Хваран: Молоді поети воїни».

## Біографія
Ко А Ра народилася у місті Чинджу в провінції Південний Кьонсан що знаходиться на південному сході Республіки Корея. В дитинстві родина А Ри постійно переїжджали, бо її батько був військовим. У середній школі вона взяла участь у конкурсі талантів організованим розважальним агентством SM Entertainment, на якому перемогла, після чого приєдналась до тренінгів, організованих агентством. Незабаром вона отримала головну роль у популярному підлітковому серіалі «Шарп». У 2007 році А Ра отримала роль коханки Чингізхана в історичному фільмі «Чингісхан: До краю землі та моря», спільного японсько-монгольського виробництва, яка стала її дебютною роллю на великому екрані. Зростання популярності акторки пов'язане з головними ролями у серіалі «Відповідь у 1994» та детективному серіалі «Всі ви оточені». У 2016 році А Ра зіграла головну жіночу роль в історичному серіалі «Хваран: Молоді поети воїни». У 2018 році вона зіграла головну роль судді в юридичній драмі «Міс Хаммурапі».
Напочатку жовтня 2020 року відбулася прем'єра музичного серіалу «До До Соль Соль Ла Ла Соль», головну роль в якому виконує А Ра.

## Фільмографія

### Телевізійні серіали
| Рік  | Назва                        | Роль                     | Мережа |
| ---- | ---------------------------- | ------------------------ | ------ |
| 2003 | «Шарп 1»                     | Лі Окрім                 | KBS2   |
| 2005 | «Шарп 2»                     | Лі Окрім                 | KBS2   |
| 2006 | «Снігова квітка»             | Ю Дамі                   | SBS    |
| 2008 | «Хто ти»                     | Сон Йонгін               | MBC    |
| 2009 | Karei naru Spy               | Шін Юна (камео, 3 серія) | NTV    |
| 2009 | «Підніміться на землю»       | Кан Хебін                | MBC    |
| 2013 | «Відповідь у 1994»           | Сан Наджун               | tvN    |
| 2014 | «Всі ви оточені»             | Іо Сусан                 | SBS    |
| 2015 | «Продюсери»                  | Камео                    | KBS2   |
| 2016 | «Хваран: Молоді поети воїни» | Аро                      | KBS2   |
| 2017 | «Блек»                       | Кан Ха Рам               | OCN    |
| 2018 | «Міс Хаммурапі»              | Пакча Орим               | JTBC   |
| 2019 | «Хечхі»                      | Чхон Йо Чжі              | SBS    |
| 2020 | «Лікарняний плейлист»        | камео, 5 та 6 серії      | tvN    |
| 2020 | «Сяй, зіронько, сяй»         | Ку Ра Ра                 | KBS2   |

### Фільми
| Рік  | Назва                              | Роль               |
| ---- | ---------------------------------- | ------------------ |
| 2007 | «Чингісхан: До краю землі та моря» | Хулан              |
| 2009 | «Танцюй, Субару!»                  | Ліз Пак            |
| 2011 | «Пейсмейкер»                       | Ю Чівон            |
| 2012 | «Папа»                             | Джун               |
| 2015 | «Маг»                              | принцеса Чьонмьонг |
| 2016 | «Детектив фантом»                  | президент Хван     |

## Нагороди
| Рік  | Нагорода                                              | Категорія                                                        | Робота                       | Результат | Прим.  |
| ---- | ----------------------------------------------------- | ---------------------------------------------------------------- | ---------------------------- | --------- | ------ |
| 2003 | SM Entertainment's 5th Anniversary Teen Model Contest | Н/Д                                                              | Н/Д                          | Перемога  |        |
| 2004 | 18-та Премія KBS драма                                | Найкраща молода акторка                                          | «Шарп 1»                     | Перемога  | [ 9 ]  |
| 2006 | 14-та Премія SBS драма                                | Нова зірка                                                       | «Снігова квітка»             | Перемога  | [ 10 ] |
| 2007 | 43-тя Премія мистецтв Пексан                          | Найкраща нова акторка телебачення                                | «Снігова квітка»             | Перемога  | [ 11 ] |
| 2007 | Премія «Mnet 20's Choice»                             | Дівчина Барбі                                                    | Н/Д                          | Перемога  |        |
| 2007 | Премія Андре Кіма «Краща зірка»                       | Нова зірка                                                       | Н/Д                          | Перемога  | [ 12 ] |
| 2008 | Премія MBC драма                                      | Найкрраща нова акторка                                           | «Хто ти»                     | Номінація |        |
| 2010 | 46-та Премія мистецтв Пексан                          | Найпопулярніша акторка телебачення                               | Heading to the Ground        | Номінація |        |
| 2012 | 48-а Премія мистецтв Пексан                           | Найкраща нова акторка фільму                                     | «Папа»                       | Номінація |        |
| 2012 | 21-а Кінопремія Буїль                                 | Найкраща нова акторка                                            | «Папа»                       | Номінація |        |
| 2012 | 49-та Кінопремія Великий дзвін                        | Найкраща нова акторка                                            | «Пейсмейкер»                 | Номінація |        |
| 2012 | 33-тя Кінопремія Блакитний дракон                     | Найкраща нова акторка                                            | «Папа»                       | Номінація |        |
| 2014 | 50-та Премія мистецтв Пексан                          | Найкраща акторка телебачення                                     | «Відповідь у 1994»           | Номінація |        |
| 2014 | 50-та Премія мистецтв Пексан                          | Найпопулярніша акторка телебачення                               | «Відповідь у 1994»           | Номінація |        |
| 2014 | 7-а Премія «Ікона стилю»                              | Топ-10 ікон стилю                                                | Н/Д                          | Перемога  | [ 13 ] |
| 2014 | 3-тя Премія «Зірок МААТР»                             | Нагорода за майстерність (акторки мінісеріалу)                   | «Відповідь у 1994»           | Номінація |        |
| 2014 | 22-га Премія SBS драма                                | Нагорода за майстерність (акторки спеціальних драм)              | «Всі ви оточені»             | Номінація |        |
| 2016 | Премія «tvN 10»                                       | Зроблено tvN (акторки драми)                                     | «Відповідь у 1994»           | Номінація |        |
| 2016 | Премія «tvN 10»                                       | Найкращий поцілунок (Разом з Чон У)                              | «Відповідь у 1994»           | Номінація |        |
| 2016 | Премія Корейської асоціації кіноакторів               | Нагорода за популярність                                         | «Детектив фантом»            | Перемога  | [ 14 ] |
| 2017 | 31-ша Премія KBS драма                                | Нагорода за майстерність (акторки середньотривалої драми)        | «Хваран: Молоді поети воїни» | Номінація |        |
| 2018 | 6-та Премія «Зірок МААТР»                             | Нагорода за майстерність (акторки мінісеріалу)                   | «Місіс Хаммурапі»            | Номінація | [ 15 ] |
| 2019 | 27-ма Премія SBS драма                                | Нагорода за високу майстерність (акторки середньотривалої драми) | «Хечхі»                      | Номінація |        |
| 2019 | 27-ма Премія SBS драма                                | Найкраща пара (разом з Чон Іль У)                                | «Хечхі»                      | Номінація |        |
| 2020 | 7-ма Премія «Зірок МААТР»                             | Нагорода популярна зірка (акторка)                               | «Сяй, зіронько, сяй»         | Номінація |        |
| 2020 | Премія азійський артист                               | Нагорода за популярність (акторка)                               | Ко А Ра                      | Номінація |        |
| 2020 | 34-та Премія KBS драма                                | Нагорода за майстерність (акторка мінісеріалу)                   | «Сяй, зіронько, сяй»         | Номінація |        |
| 2020 | 34-та Премія KBS драма                                | Нагорода Netizen (акторка)                                       | «Сяй, зіронько, сяй»         | Номінація |        |
| 2020 | 34-та Премія KBS драма                                | Краща пара (разом з Лі Че Уком)                                  | «Сяй, зіронько, сяй»         | Номінація |        |
| 2020 | Премія телесеріалів Вейбо                             | Популярні зірки закордонної драми                                | «Сяй, зіронько, сяй»         | Номінація |        |
| 2021 | Премія корейських телерадіомовників                   | Нагорода за популярність                                         | «Сяй, зіронько, сяй»         | Номінація |        |